# Hong Kong Football Club Stadium
Hong Kong Football Club Stadium – wielofunkcyjny stadion znajdujący się w Hongkongu służący do rozgrywania meczów piłki nożnej i rugby union.
Budowa pierwszego stadionu w tym miejscu została ukończona w 1954 roku, oświetlenie pojawiło się w styczniu roku następnego, został on natomiast zburzony w roku 1995. Obecny obiekt posiada pełnowymiarowe, oświetlone boisko do piłki nożnej i rugby union, a na widowni może zasiąść 2750 osób. Jego właścicielem jest wielosekcyjny Hong Kong Football Club. W pobliżu znajduje się stacja MTR Causeway Bay leżąca na linii Island Line.
Na stadionie przeprowadzono pierwszych sześć edycji turnieju Hong Kong Sevens, przeniesionego następnie na dużo większy Hong Kong Stadium. Odbywają się na nim jednak żeńskie zawody Hong Kong Women's Sevens, w 2012 będące również częścią IRB Women’s Sevens Challenge Cup.
Męska reprezentacja Hongkongu rozgrywa na nim spotkania w ramach Asian Five Nations, był on również areną Junior World Rugby Trophy 2014.